# Marcus D’Arcy
Marcus D’Arcy ist ein Filmeditor.

## Leben
D’Arcy begann seine Tätigkeit im Bereich Filmschnitt zunächst als Schnittassistent zu Beginn der 1980er Jahre. Ab Mitte des Jahrzehnts war er auch als Postproduction Supervisor für die Postproduktion mehrerer Filme verantwortlich, darunter Todesstille aus dem Jahr 1989. 
Ab 1989 war er als eigenständiger Editor tätig, für Fernseh- und Kinoproduktionen gleichermaßen. Für die Arbeit an Ein Schweinchen namens Babe war er 1996 zusammen mit Jay Friedkin für den Oscar in der Kategorie Bester Schnitt nominiert. Zudem erhielten die beiden eine Nominierung für den British Academy Film Award in der gleichen Kategorie. 

## Filmografie (Auswahl)
- 1989: Bangkok Hilton (Miniserie)
- 1992: Lorenzos Öl (Lorenzo’s Oil)
- 1995: Ein Schweinchen namens Babe (Babe)
- 1996: Mein geliebter Feind (Dating the Enemy)
- 1998: Janine – Wettkampf mit dem Schicksal (Never Tell Me Never)
- 2003: Gegen den Strom – Swimming Upstream (Swimming Upstream)
- 2004: Anacondas: Die Jagd nach der Blut-Orchidee (Anacondas: The Hunt for the Blood Orchid)
- 2007–2009: Sea Patrol (Fernsehserie)
- 2010: Tomorrow, When the War Began
- 2013: Drift – Besiege die Welle (Drift)
- 2014: I, Frankenstein
- 2015: Last Cab to Darwin
- 2015: Oddball – Retter der Pinguine (Oddball)
- 2017: What If It Works?
- 2018: The School – Schule des Grauens (The School)
- 2019: Escape and Evasion
- 2019: The Naked Wanderer
- 2020: Besser wird’s nicht (Rams)